# Pronephrium gymnopteridifrons
Pronephrium gymnopteridifrons là một loài thực vật có mạch trong họ Thelypteridaceae. Loài này được (Hayata) Holttum miêu tả khoa học đầu tiên năm 1972.